# روبين بليدز
روبين بليدز (بالإسبانية: Rubén Blades)‏ ممثل وسياسي ومغني سالسا ولد سنة 16 يوليوز 1948 ببنما.

## نشأته
ولد في عائلة موسيقية غنائية حيث أن والدته أنولاند بليدو دي لونا كانت مغنية وعازفة بيانو وممثلة راديو كوبية، ووالده روبين بليدز بوسكيز لاعب آلة إيقاعية وشرطي كولومبي وشقيقه روبرتو بليدز راقص سالسا.

## ألبوماته الموسيقية
1979 : Willie Colon Presents Rubén Blades
1979 : Bohemio y Poeta
1980 : Maestra Vida
1984 : Buscando América
1985 : Escenas
1986 : Agua de Luna
1986 : Crossover Dreams
1988 : Antecedente
1988 : Nothing But the Truth
1990 : !Rubén Blades y Son del Solar...Live
1991 : Caminando
1992 : Amor Y Control
1992 : Doble Filo
1992 : Rubén Blades with Strings
1993 : El Que La Hace La Paga
1993 : Joseph & His Brothers
1993 : Poeta Latino
1994 : Poetry
1996 : Rosa de Los Vientos
1999 : Tiempos
2000 : From Panama
2002 : (Mundo (album

## أفلامه
1991:جوزفين بيكر
1993:يوسف وإخوته
1988:ميلاجرو (فيلم)
2003:في قديم الزمان في المكسيك (فيلم)
2012:مخبأ
2013:المستشار (فيلم)